# Den ensamme cyklisten
Den ensamme cyklisten (engelska: The Adventure of the Solitary Cyclist) är en av Sir Arthur Conan Doyles 56 noveller om detektiven Sherlock Holmes. Det är en av 13 noveller i novellsamlingen "The Return of Sherlock Holmes". 

## Handling

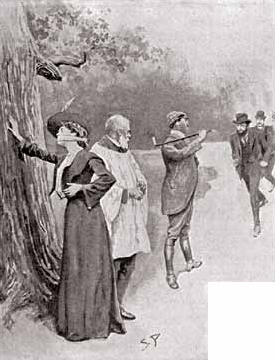
Carruthers och Holmes stoppar vigseln.

Holmes blir kontaktad av Miss Violet Smith från Farnham i Surrey, angående en underlig vändning i hennes och hennes mors liv. Violets fader har dött nyligen och hon och modern är relativt fattiga. Emellertid såg de en annons i tidningen som ledde dem till ett möte med en Mister Carruthers och en Mister Woodley. Den förstnämnda var trevlig, men den senare ett råskinn. Dessa två har just anlänt från Sydafrika där de lärt känna Violets farbror, Ralph Smith, som också han nyligen dött. Farbrodern hade önskat att hans släktingar skulle ses efter. Detta uppfattade Violet som underligt, eftersom de inte hört från farbrodern på 25 år. 
Carruthers började med att erbjuda Violet ett jobb som musiklärare åt hans tioåriga dotter för ungefär dubbelt så mycket som en normal musiklärarlön. Hon accepterade detta. Det hela gick bra ända till Mister Woodley kom på besök en vecka. Han gjorde närmanden mot henne och krävde en kyss. Woodley blev utslängd av Carruthers och Violet berättade för Holmes att hon inte sett honom sedan dess.
Det som nu gjort att Violet sökt Holmes hjälp är att en märklig man följer henne på cykel till och från järnvägsstationen. Detta händer varje helg då hon åker till och från sina besök hos modern. Den underliga cyklisten håller alltid ett avstånd, ungefär 200 meter, och ligger alltid på ungefär denna distans efter henne. Det är alltid på samma sträcka av vägen som han dyker upp och han försvinner alltid utan minsta spår. Violet känner inte igen honom, men kan berätta att han bär ett stort svart skägg. Holmes frågar henne om hon har några beundrare, utöver Woodley, och hon kan berätta att Mister Carruthers - även om han alltid agerat som den perfekte gentlemannen - verkar vara attraherad av henne.
Holmes sänder Doktor Watson till Surrey för att utforska mera. Det leder egentligen till ingenting, förutom ett bekräftande av den unga damens historia. Watson återvänder till Baker Street och Holmes är missnöjd över det knappa resultatet. Holmes mottar ett brev från Violet samma kväll, där hon berättar att Mister Carruthers har friat till henne, men hon har avböjt eftersom hon redan är förlovad med en man vid namn Cyril Morton.
Holmes åker nu själv till Surrey och när han återvänder berättar han för Watson att hans besök där har varit mycket roande. Han har råkat i bråk med Mister Woodley på en pub. Ett nytt brev anländer från Violet. Hon berättar att hennes situation blivit omöjlig och hon har sagt upp sig. Mister Carruthers friar fortsatt och dessutom har Mister Woodley återigen dykt upp. Holmes förstår att det är bråttom och han och Watson skyndar tillbaka till Surrey för att följa Violet till stationen. 
Holmes och Watson kommer emellertid för sent. De ser Violets vagn komma åkande längs vägen, men de finner den tom. Holmes och Watson stöter på den ensamme cyklisten som drar sin revolver. De förstår emellertid att de är på samma sida, och cyklisten berättar att Violet blivit bortrövad av Woodley och en Mister Williamson. 
Holmes, Watson och cyklisten hittar den Violets fästman, som hade kört vagnen, medvetslös i några buskar. Sedan söker de rätt på Violet. De kommer rakt in i en bröllopsceremoni, med Violet som ovillig brud (hon har munkavle). Woodley skryter om att de just gift sig, vilket leder till att den ensamme cyklisten, som är Carruthers, skjuter och skadar honom.
Bakgrunden till alltihop är denna: Violets farbror Ralph dog onekligen i Sydafrika, men långt ifrån utfattig. Han var väldigt rik och skulle alltså efterlämna ett stort arv till Violet. Carruthers och Woodley tog sig till England i hopp om att en av dem skulle kunna gifta sig med Violet. Woodley vann ett kortspel på båten och därmed chansen att få gifta sig med henne. Allt komplicerades dock genom hans dåliga uppträdande och att Carruthers blev förälskad i henne. Carruthers slängde ut Woodley och maskerade sig för att kunna följa och skydda Violet.
Holmes bedyrar att äktenskapet mellan Woodley och Violet inte är giltigt, eftersom det skett mot hennes vilja. Dessutom hade Williamson inte vigselrätt. Woodley och Williamson får hårda straff, medan Carruthers klarar sig undan med några månaders fängelse.

## Filmatisering
Novellen har filmatiserats 1984 med Jeremy Brett i huvudrollen.